# Ebony Bones
Pour les articles homonymes, voir Thomas et Bones (homonymie).
 (septembre 2009).
Si vous disposez d'ouvrages ou d'articles de référence ou si vous connaissez des sites web de qualité traitant du thème abordé ici, merci de compléter l'article en donnant les références utiles à sa vérifiabilité et en les liant à la section « Notes et références ».
Ebony Bones, née Ebony Thomas, est une chanteuse-compositeur, productrice et musicienne britannique d'origine caribéenne. Elle est considérée comme l'une des rares artistes féminines à s'autoproduire. Son style musical est éclectique. Il combine des éléments de post-punk, afrobeat, art rock, classique, new wave et de musique électronique. Nommé par son premier batteur, Rat Scabies, du légendaire groupe punk The Damned, son premier album, Bone of My Bones, est sorti en 2009 avec des critiques positives. Elle est ensuite partie voyager en Inde pour produire son deuxième album, Behold a Pale Horse, sorti en septembre 2013, acclamé par la critique. 
Avec l'Orchestre symphonique d'Inde, une reprise des Smiths et la chorale des New London Children, Behold a Pale Horse a reçu les éloges de publications telles que The Independent, SPIN, Vogue, New York Times, Le Monde, le magazine Ebony et le New Zealand Herald ainsi que le rappeur Jay-Z. Le magazine Artforum International a nommé Behold a Pale Horse comme le meilleur album de 2013. Le designer Alexander Wang a utilisé Behold A Pale Horse par Ebony Bones comme la bande originale de sa nouvelle collection 2014 à la Fashion Week de New York. Avec ses célèbres spectacles vifs et théâtrales, NPR a décrit la productrice britannique comme suit " Que ce soit sur scène ou en studio, Ebony Bones est réglée pour être un acteur majeur pour les années à venir... "

## Carrière d'actrice
Née Ebony Thomas, c'est à l'école Sylvia Young Theatre de Londres, aux côtés de sa camarade de classe Amy Winehouse, qu'Ebony a commencé sa carrière à l'âge de 12 ans. Elle a alors été repérée par Mark Rylance, acteur et directeur artistique déjà récompensé par un BAFTA pour sa production de Macbeth. Nommée pour les British Soaps Awards en 2004 et 2005 pour le rôle de Mark Rylance dans « Mark Rylance » sur la chaîne de télévision britannique Five, elle a été l'une des membres les plus jeune et plus populaire de ce même programme.

## Carrière musicale

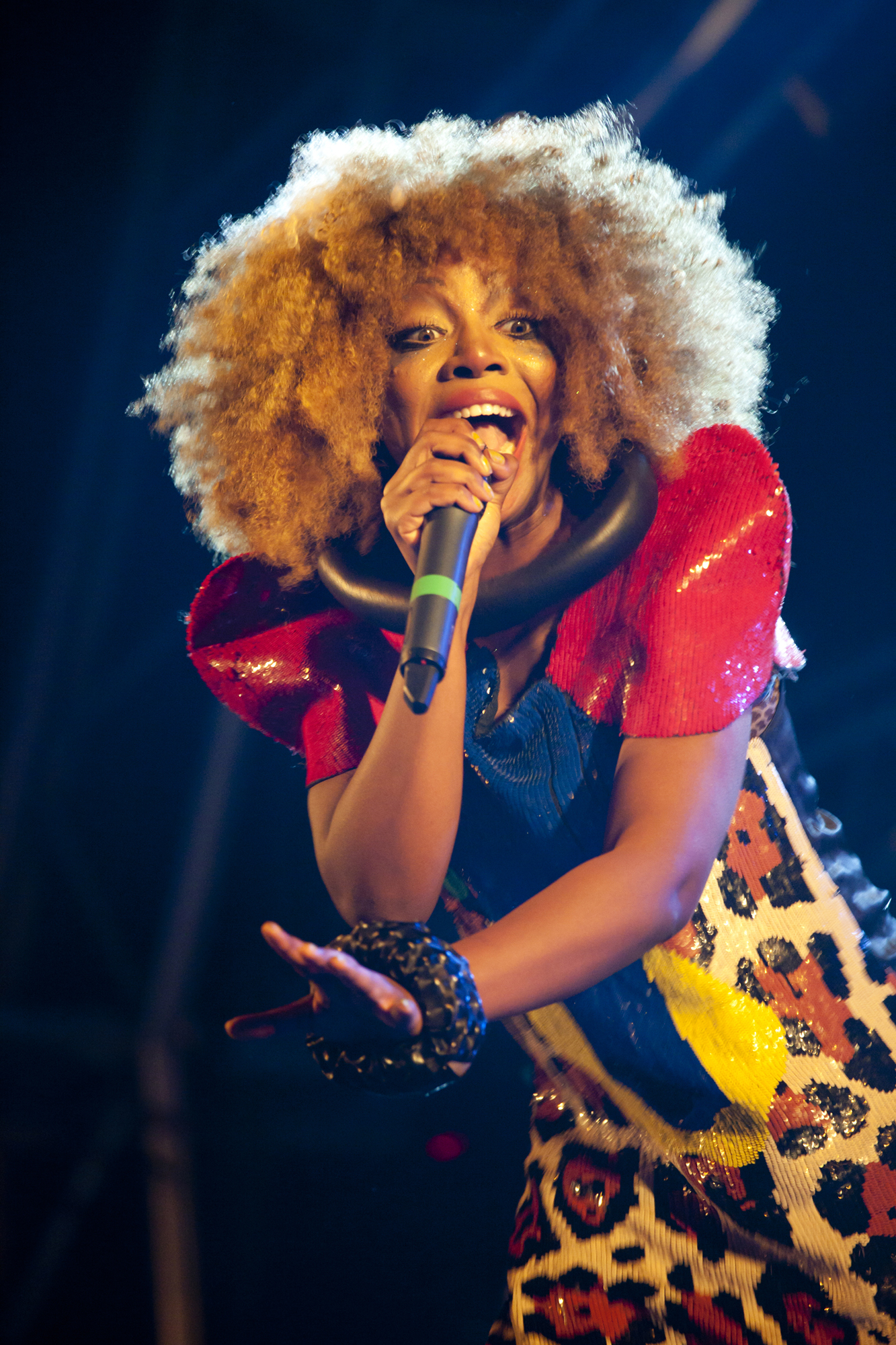
Ebony Bones. Barcelona. 2010

Musicienne autodidacte, baptisée Ebony Bones! par le batteur Rat Scabies de The Damned, elle a commencé sa carrière en publiant anonymement sa musique sur myspace. Lors du lancement à la radio du titre We know all about U, décrivant une société orwellienne, cette chanson, qu'elle a écrite et produite, fut remarquée comme « Le disque le plus chaud du moment » ainsi que « Single de la Semaine » par Dj Zane Lowe sur BBC Radio 1. Elle fut également programmée à de multiples reprises par Jo Whiley (en), toujours de Radio 1, devenant le single le plus joué de la station par un artiste non signé. Nommée l'une des meilleurs artistes à SXSW à Austin, au Texas, son premier album Bones of my Bones a été lancé en 2009 avec les singles W.A.R.R.I.O.R et Guess We'll always have NY qui ont par la suite été utilisés pour les campagnes de Yves Saint Laurent, la bande originale de FIFA 11 et une publicité pour la Citroën DS3 qui fut très controversée car elle utilisait l'image de John Lennon. Ce spot a ensuite été interdit dans certains pays d'Europe.
Connue désormais pour sa musique mélangeant les genres et pour ses costumes de scène excentriques, elle a été invitée en 2010 à jouer à l'expo universelle Shanghai World Trade Show Expo 2010, à New-York au Central Park SummerStage, et à Paris au Grand Palais pour SFR. 
En 2011, elle a assuré la première partie de la tournée de Cee Lo Green en Grande-Bretagne et à travers l'Europe. Ebony Bones a également joué quelques nouveaux morceaux de son deuxième album à venir au Festival de Cannes et au T-Mobile International Film Festival. À l'été 2011, Ebony Bones était à l'affiche du festival Solidays sur la scène Domino devant un public de plus de 60 000 personnes.

## Couverture médiatique
Photographiée pour le New York Times par le photographe Jean-Baptiste Mondino, elle est également apparue dans des magazines tels que Rolling Stone, Vogue, NME, Q, The Guardian, The Observer et Entertainment Weekly. Elle a aussi honoré les couvertures du magazine Télérama à trois reprises et du magazine musical allemand Debug.

## Discographie
- 2009 : Bone of My Bones
- 2013 : Behold, a Pale Horse
- 2015 : Milk & Honey, Pt. 1 (EP)
- 2018 : Nephilim